# 2S38 Derivatsiya-PVO

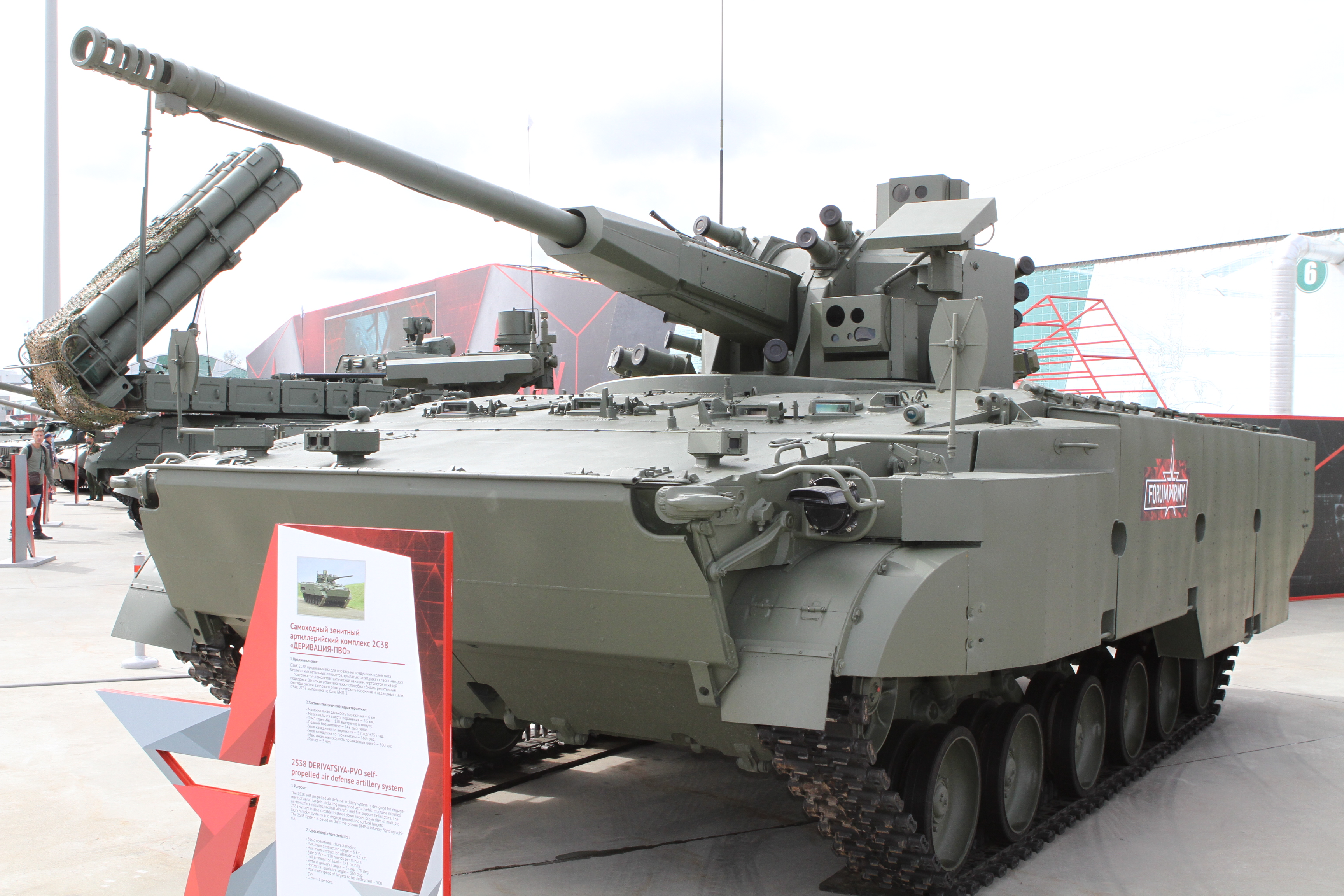
Un Derivatsiya ad Army 2020, si noti la torretta completamente automatizzata.

Il 2S38 Derivatsiya-PVO è un veicolo semovente anfibio per la difesa aerea di punto di fabbricazione russa, sviluppato dalla Uralvagonzavod negli anni 2010 ed al 2021 in fase avanzata di sperimentazione presso le forze armate della Federazione Russa.
Progettato per neutralizzare velivoli con e senza pilota, missili da crociera, missili aria-superficie e razzi, è basato su telaio BMP-3 ed è in grado di intercettare proietti di artiglieria dotato di cannone automatico da 57 mm con portata di 6 km e una avanzata suite di ricognizione e tracciamento del bersaglio fino ad una distanza di 12 km.
Concettualmente simile al 2K22 Tunguska, è possibile che a partire dal 2023 vada a sostituire quest'ultimo nelle forze armate russe, affiancando i sistemi Tor e Pantsir-S.

## Caratteristiche
Realizzato con un'armatura in lega di alluminio saldata, lo scafo fornisce protezione contro proiettili perforanti da 30 mm ed è possibile migliorarne le prestazioni con piastre di corazzature reattive. Dotato di protezione NBC e sistemi automatici antincendio, il 2S38 è dotato di lanciagranate fumogene, un sistema di imaging termico / TV con capacità di ingaggio e tracciamento automatico del bersaglio, un telemetro ed un sistema di guida laser.

### Armamento
Il Derivatsya è armato di un cannone a canna singola da 57mm, integrato in una torretta remotizzata e priva di equipaggio. Efficace contro bersagli terrestri quali mezzi corazzati o fortificazioni leggere, può intercettare velivoli, missili o proietti in volo a velocità prossime ai 500 m/s (Mach 1,5).
Penalizzato da un carico di munizioni piuttosto limitato per un mezzo della sua categoria (148 colpi), per ovviare a tale problema sono in fase di sviluppo munizioni ad alta precisione (guida laser) nonché proiettili specifici per l'abbattimento di droni. È stato inoltre previsto un mezzo portamunizioni di supporto al sistema.
Tra le dotazioni del mezzo, si contano una mitragliatrice da 7,62 mm ed una lama escavatrice col quale il mezzo può realizzare autonomamente una postazione difensiva.

### Propulsore
Il mezzo è alimentato da un motore diesel UTD-29 V-10, che sviluppa 500 CV. Il motore è montato nella parte posteriore del veicolo per una migliorare le proprie capacità anfibie. Dotato di trasmissione manuale con 4 marce avanti e 2 indietro, ha una sospensione idropneumatica, che può essere regolata in base al tipo di terreno attraversato.

## Composizione
Se considerato come sistema di combattimento, il Derivatsya prevede, oltre al mezzo corazzato 2S38, anche un veicolo di rifornimento munizioni 9T260 basato su un camion militare Ural-4320 6x6. Il 9T260 può ricaricare due 2S38 contemporaneamente, operazione in grado di completare in circa 20 minuti.

## Utilizzatori
Russia
- Dal 2023[2]